# Долгое (озеро, городское поселение город Кириллов)
Долгое — озеро в России, располагается на территории Кирилловского района Вологодской области.
Площадь водной поверхности озера равняется 0,58 км². Уровень уреза воды находится на высоте 117 м над уровнем моря. Площадь водосборного бассейн озера составляет 37,9 км². Соединяется с озером Сиверским.
Код объекта в государственном водном реестре — 08010200311110000004097.